# Astoria (estudio de grabación)

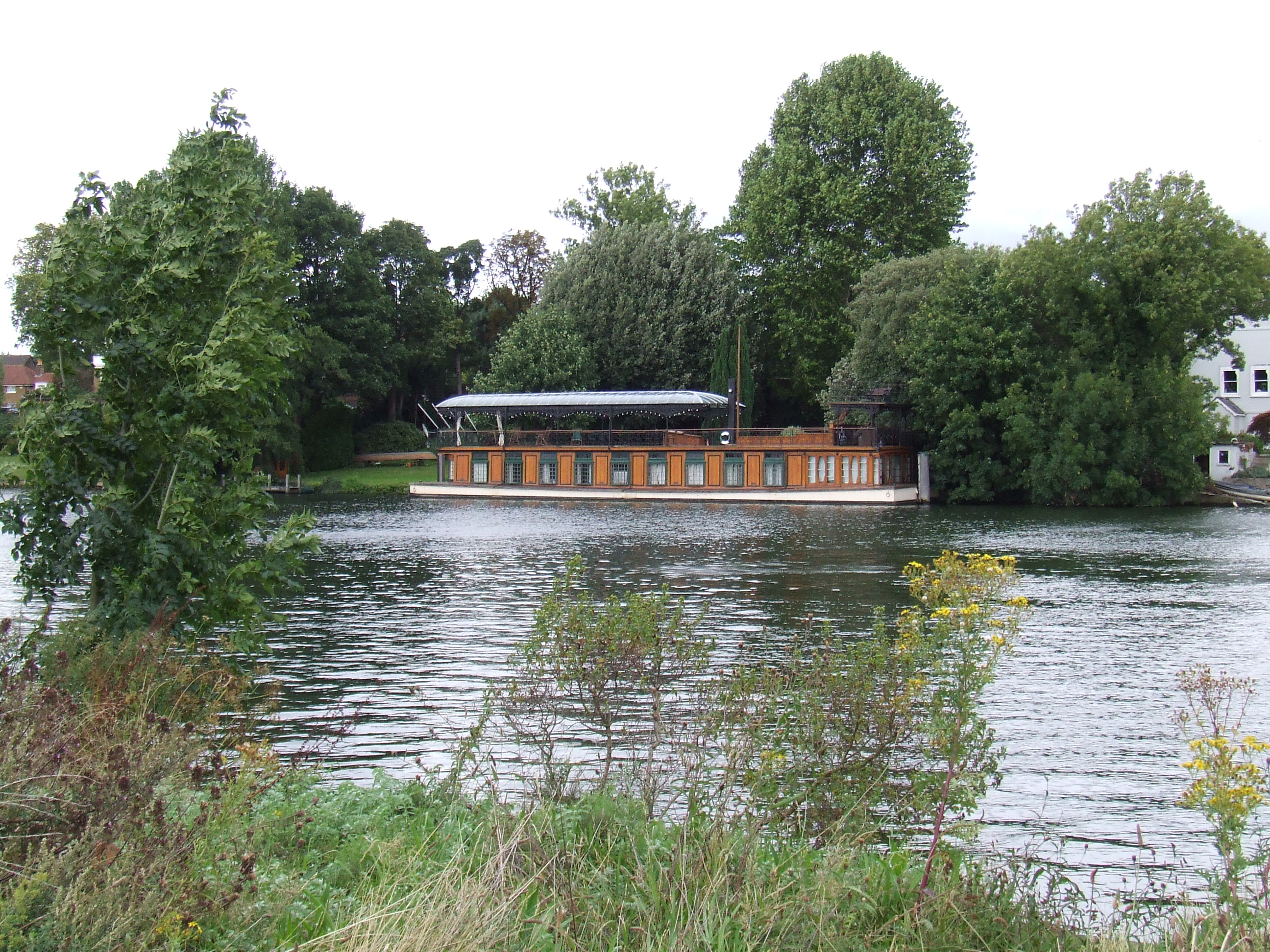
En el estudio Astoria se realizaron grabaciones para los tres últimos álbumes de Pink Floyd.

Astoria es una casa flotante, adaptada por su dueño, el guitarrista de Pink Floyd, David Gilmour, para funcionar como estudio de grabación. Está amarrado en el río Támesis cerca de Hampton Court. Gilmour compró el barco en 1986, porque "se pasaba media vida en estudios de grabación sin ventanas, sin luz. En un barco hay muchas ventanas y unas vistas preciosas".
El barco fue construido en 1911 por el empresario Fred Karno. Lo diseñó para que cupiese una orquesta de 90 músicos en la cubierta.
Partes de los tres últimos álbumes de estudio de Pink Floyd, A Momentary Lapse of Reason, The Division Bell y The Endless River, se grabaron en el barco, al igual que partes de los álbumes en solitario de Gilmour, On an Island y Rattle That Lock. También se usó para mezclar los álbumes en directo de Pink Floyd Delicate Sound of Thunder y P•U•L•S•E, además de la película P•U•L•S•E, el DVD de Gilmour Remember That Night, su álbum en directo de 2008, Live in Gdańsk, así como también también el álbum en directo y película de Gilmour Live at Pompeii de 2017.
No obstante, Bob Ezrin ha mencionado que el estudio arrojó algunos problemas a la hora de trabajar con los sonidos de guitarra para A Momentary Lapse of Reason:

No es exactamente un entorno enorme (...) Por eso no podíamos tener los amplificadores en el mismo habitáculo en el que nos encontrábamos nosotros, forzados por consiguiente a usar amplificadores más pequeños. Pero después de probarlos en algunas demos del proyecto, nos encontramos que realmente nos gustaba el sonido. Así que una Fender Princeton y un pequeño G&K se convirtieron en la columna vertebral del sonido de Dave en ese disco.
 Bob Ezrin

El estudio de grabación también ha sido utilizado para grabar algunos de  los videos musicales que son parte del más reciente álbum de estudio Luck and Strange, grabados por el director de cine Gavin Elder.